# Загребская синагога
Загребская синагога (Zagrebačka sinagoga) — бывшая главная синагога в городе Загребе. Была главным местом религиозного поклонения еврейской общины Хорватии.

## История
В связи с увеличением количества еврейского населения в Загребе в середине XIX века, было принято решение о строительстве синагоги. Архитектором синагоги был назначен Франьо Клейн. Строительство началось в 1866, а закончилось в 1867 году. Официально синагога была открыта 27 сентября 1867 года. Во время землетрясения 1880 года синагога получила незначительные повреждения, которые были устранены в следующем году.
В 1941 году, после Югославской операции, произошёл распад Королевства Югославия и было создано Независимое государство Хорватия.
В ноябре 1941 года мэр Загреба Иван Вернер издал указ о сносе синагоги якобы потому, что синагога не вписывалась в городской пейзаж. Демонтаж синагоги начался 10 октября 1941 года, а закончился в апреле 1942. Весь процесс сноса здания фотографировали в пропагандистских целях, а фотографии демонстрировались публике на антисемитской выставке в Загребе.
В 2001 и 2015 годах еврейская община Загреба представила мэрии новые планы по строительству многофункционального еврейского культурного центра, а также синагоги по улице Пражской.